# Christa Campbell
Christa Campbell (Oakland, 7 de dezembro de 1972) é uma atriz, produtora de cinema e modelo norte-americana.

## Carreira
Campbell iniciou sua carreira artística como modelo pin-up e atuando em filmes B. Ao longo de quase duas décadas, ela desempenhou papéis coadjuvantes em filmes de terror, ficções científicas, suspenses eróticos e dramas policiais geralmente voltados para o mercado de mídia doméstica. Costumava interpretar personagens que dependiam de seu apelo físico, aparecendo em produções como The Wicker Man (2006), Hero Wanted (2008), Finding Bliss (2009) e a telessérie Erotic Confessions. Além disso, posou para algumas revistas masculinas, entre as quais Stuff, Maxim, FHM e Playboy.
Em parceria com a produtora Lati Grobman, Campbell fundou em 2011 a Campbell-Grobeman Films. Entre os primeiros trabalhos da dupla está a produção executiva do terror Texas Chainsaw 3D (2013), um sucesso de bilheteria que ajudou a consolidar a empresa no ramo do cinema independente. Outros créditos de produção de Campbell incluem as comédias românticas A Case of You e Straight A's (ambas de 2013), o terror psicológico Stonehearst Asylum (2014) e os longas-metragens de ação The Hitman's Bodyguard (2017), Hellboy (2019), Rambo: Last Blood (2019) e Hitman's Wife's Bodyguard (2021).

## Filmografia parcial

### Cinema

#### Atriz
| Ano  | Título                             | Papel                         | Notas                       | Ref.   |
| ---- | ---------------------------------- | ----------------------------- | --------------------------- | ------ |
| 1993 | Erotic Landscapes                  | Modelo                        | Diretamente em vídeo        | [ 7 ]  |
| 2000 | Desire L.A                         | Melissa                       | Curta-metragem              | [ 8 ]  |
| 2000 | The Crew                           | Enfermeira                    |                             | [ 9 ]  |
| 2000 | Red Letters                        | Lauren                        |                             | [ 9 ]  |
| 2001 | Looking for Bobby D                | Jen 2                         | Média-metragem              | [ 10 ] |
| 2002 | The New Guy                        | Namorada de Tommy Lee         | Não creditada               | [ 9 ]  |
| 2003 | Malibu's Most Wanted               | Feminista irritada            |                             | [ 9 ]  |
| 2004 | The Drone Virus                    | Sedutora                      |                             | [ 9 ]  |
| 2005 | Mozart and the Whale               | Terapeuta                     |                             | [ 9 ]  |
| 2005 | Death by Engagement                | Stacy                         |                             | [ 9 ]  |
| 2005 | 2001 Maniacs                       | Leiteira                      |                             | [ 9 ]  |
| 2006 | The Wicker Man                     | Donna                         |                             | [ 11 ] |
| 2006 | End Game                           | Amante                        |                             | [ 11 ] |
| 2006 | Relative Strangers                 | Garota no parque de diversões |                             | [ 9 ]  |
| 2006 | Lonely Hearts                      | Sara Long                     |                             | [ 9 ]  |
| 2007 | Showdown at Area 51                | Charlie Weise                 |                             | [ 9 ]  |
| 2007 | Revamped                           | Lexa                          | Diretamente em vídeo        | [ 9 ]  |
| 2007 | Hallows Point                      | Tanya Graves                  |                             | [ 9 ]  |
| 2007 | Cleaner                            | Treinadora Beth Jensen        |                             | [ 9 ]  |
| 2007 | Blonde Ambition                    | Funcionária do escritório     |                             | [ 9 ]  |
| 2007 | Blizhniy Boy: The Ultimate Fighter | Anastasia                     |                             | [ 9 ]  |
| 2008 | Hero Wanted                        | Kayla / Melanie McQueen       |                             | [ 9 ]  |
| 2008 | Day of the Dead                    | Srta. Leitner                 |                             | [ 9 ]  |
| 2008 | Audie & the Wolf                   | Rachel Brock                  |                             | [ 9 ]  |
| 2009 | The Tomb                           | Srta. Burris                  |                             | [ 9 ]  |
| 2009 | Lies & Illusions                   | Nicole Williams               |                             | [ 9 ]  |
| 2009 | Labor Pains                        | Morena                        |                             | [ 9 ]  |
| 2009 | Finding Bliss                      | Kato                          |                             | [ 9 ]  |
| 2010 | Hyenas                             | Wilda                         |                             | [ 9 ]  |
| 2010 | Gun                                | Repórter                      |                             | [ 9 ]  |
| 2010 | Cool Dog                           | Laura Warner                  | Diretamente em vídeo        | [ 9 ]  |
| 2010 | Blood: A Butcher's Tale            | Lily                          |                             | [ 9 ]  |
| 2010 | 2001 Maniacs: Field of Screams     | Leiteira                      |                             | [ 11 ] |
| 2011 | Drive Angry                        | Mona                          |                             | [ 11 ] |
| 2011 | Hall Pass                          | Emma                          |                             | [ 11 ] |
| 2011 | Spoon                              | Mulher                        | Curta-metragem              | [ 12 ] |
| 2011 | The Mechanic                       | Kelly                         |                             | [ 9 ]  |
| 2012 | The Iceman                         | Adele                         |                             | [ 9 ]  |
| 2013 | The Big Wedding                    | Kim                           |                             | [ 9 ]  |
| 2013 | Straight A's                       | Dana                          |                             | [ 9 ]  |
| 2013 | Homefront                          | Lydia                         |                             | [ 9 ]  |
| 2013 | Spiders                            | Rachel Cole                   |                             | [ 11 ] |
| 2014 | Blood Valley: Seed's Revenge       | Olivia                        | tcc. Seed 2: The New Breed  | [ 11 ] |
| 2014 | Autómata                           | Técnica de ROC                |                             | [ 9 ]  |
| 2015 | Awaken                             | Kat                           | tcc. A Perfect Vacation     | [ 9 ]  |
| 2016 | Citrus Springs                     | Jean                          | tcc. Things That Are to Die | [ 9 ]  |

#### Produtora
| Ano  | Título                                           | Notas                             | Ref.   |
| ---- | ------------------------------------------------ | --------------------------------- | ------ |
| 2012 | The Resort                                       | Documentário; produtora executiva | [ 9 ]  |
| 2013 | Straight A's                                     | Produtora executiva               | [ 9 ]  |
| 2013 | Texas Chainsaw 3D                                | Produtora executiva               | [ 11 ] |
| 2013 | A Case of You                                    | Produtora executiva               | [ 11 ] |
| 2013 | Reality Show                                     |                                   | [ 11 ] |
| 2013 | Brave Miss World                                 | Documentário; produtora executiva | [ 9 ]  |
| 2013 | Embrace of the Vampire                           | Produtora executiva               | [ 9 ]  |
| 2014 | The Taking of Deborah Logan                      | Produtora executiva               | [ 9 ]  |
| 2014 | The Go-Go Boys: The Inside Story of Cannon Films |                                   | [ 9 ]  |
| 2014 | The Taking                                       | Documentário; produtora executiva | [ 11 ] |
| 2014 | She's Funny That Way                             | Produtora executiva               | [ 11 ] |
| 2014 | Stonehearst Asylum                               | Produtora executiva               | [ 11 ] |
| 2015 | Intruders                                        | Produtora executiva               | [ 11 ] |
| 2015 | Experimenter                                     | Produtora executiva               | [ 11 ] |
| 2015 | Shooting the Warwicks                            |                                   | [ 11 ] |
| 2015 | Winter on Fire: Ukraine's Fight for Freedom      | Documentário; produtora executiva | [ 11 ] |
| 2015 | Pray for Ukraine                                 | Documentário; produtora executiva | [ 9 ]  |
| 2016 | On the Map                                       | Documentário; produtora executiva | [ 9 ]  |
| 2016 | Boyka: Undisputed                                | Produtora executiva               | [ 9 ]  |
| 2016 | Chuck                                            |                                   | [ 11 ] |
| 2016 | Criminal                                         |                                   | [ 11 ] |
| 2017 | Leatherface                                      |                                   | [ 11 ] |
| 2017 | The Institute                                    |                                   | [ 11 ] |
| 2017 | The Hitman's Bodyguard                           | Produtora executiva               | [ 11 ] |
| 2017 | Loving Pablo                                     | Produtora executiva               | [ 9 ]  |
| 2018 | Hunter Killer                                    |                                   | [ 11 ] |
| 2018 | Day of the Dead: Bloodline                       |                                   | [ 11 ] |
| 2019 | Rambo: Last Blood                                | Produtora executiva               | [ 11 ] |
| 2019 | Angel Has Fallen                                 | Produtora executiva               | [ 11 ] |
| 2019 | Hellboy                                          | Produtora executiva               | [ 11 ] |
| 2020 | Tesla                                            |                                   | [ 11 ] |
| 2020 | Aulcie                                           | Produtora executiva               | [ 11 ] |
| 2021 | Till Death                                       | Produtora executiva               | [ 9 ]  |
| 2021 | Jolt                                             | Produtora executiva               | [ 9 ]  |
| 2021 | The Protégé                                      | Produtora executiva               | [ 11 ] |
| 2021 | Hitman's Wife's Bodyguard                        | Produtora executiva               | [ 11 ] |
| 2023 | Expend4bles                                      | Produtora executiva               | [ 11 ] |
| 2024 | Hellboy: The Crooked Man                         | Produtora executiva               | [ 9 ]  |

### Televisão
| Ano     | Título                        | Papel                        | Notas                                             | Ref.   |
| ------- | ----------------------------- | ---------------------------- | ------------------------------------------------- | ------ |
| 1994-96 | Erotic Confessions            | Vários                       | Telessérie                                        | [ 14 ] |
| 1997    | E! True Hollywood Story       | Bettie Page                  | Episódio: "From Pin-Up to Sex Queen: Bettie Page" | [ 15 ] |
| 1998    | Intimate Sessions             | Laura                        | 1 episódio                                        | [ 16 ] |
| 1999    | Unhappily Ever After          | Kirsten                      | Episódio: "Date to Win"                           | [ 17 ] |
| 2002    | Sabrina, the Teenage Witch    | Tina                         | Episódio: "Sabrina Unplugged"                     | [ 18 ] |
| 2004    | Summerland                    | Modelo                       | Episódio piloto                                   | [ 19 ] |
| 2005    | Mansquito                     | Liz                          | Telefilme                                         | [ 20 ] |
| 2006    | The Black Hole                | Conselheira Coldwell         | Telefilme                                         | [ 20 ] |
| 2006    | Kraken: Tentacles of the Deep | Emily Reiter                 | Telefilme                                         | [ 20 ] |
| 2007    | Family Guy                    | Loira / Elisabeth Shue (voz) | Episódio: "Movin' Out"                            | [ 18 ] |
| 2012    | Leverage                      | Teresa Darnell               | Episódio: "The Rundown Job"                       | [ 18 ] |

### Vídeo musical
| Ano  | Canção                        | Artista         | Notas  | Ref.  |
| ---- | ----------------------------- | --------------- | ------ | ----- |
| 1995 | "I'll Never Break Your Heart" | Backstreet Boys | Elenco | [ 4 ] |

### Outros créditos
| Ano  | Título                                                  | Papel / Função | Notas                 | Ref.   |
| ---- | ------------------------------------------------------- | -------------- | --------------------- | ------ |
| 1997 | Halloween...The Happy Haunting of America!              | Ela mesma      | Documentário          | [ 21 ] |
| 2000 | Thunderbox                                              | Apresentadora  | Especial de televisão | [ 22 ] |
| 2004 | Lingerie Bowl                                           | Competidora    | Especial de televisão | [ 23 ] |
| 2006 | Going to Pieces: The Rise and Fall of the Slasher Movie | Ela mesma      | Documentário          | [ 9 ]  |
| 2007 | Heckler                                                 | Ela mesma      | Documentário          | [ 21 ] |
| 2010 | Welcome to My Darkside!                                 | Ela mesma      | Documentário          | [ 9 ]  |
| 2014 | Scream Queens: Horror Heroines Exposed                  | Ela mesma      | Documentário          | [ 21 ] |